# Kimmo Tarkkio
Kimmo Tarkkio (Helsinki, 15 januari 1966) is een voormalig profvoetballer uit Finland, die speelde als aanvaller gedurende zijn carrière. Hij beëindigde zijn actieve loopbaan in 2000 bij de Chinese club Guangzhou Apollo. Behalve in zijn vaderland speelde hij verder clubvoetbal in Zweden, Portugal en Singapore.

## Interlandcarrière
Tarkkio kwam in totaal 32 keer (twee doelpunten) uit voor de nationale ploeg van Finland in de periode 1986–1992. Hij maakte zijn debuut op 21 februari 1986 in de vriendschappelijke uitwedstrijd tegen Bahrein (0-0) in Manamah.
| Interlanddoelpunten | Interlanddoelpunten | Interlanddoelpunten | Interlanddoelpunten        | Interlanddoelpunten | Interlanddoelpunten | Interlanddoelpunten | Interlanddoelpunten |
| #                   | Datum               | Locatie             | Wedstrijd                  | Goal(s)             | Score               | Uitslag             | Wedstrijd           |
| ------------------- | ------------------- | ------------------- | -------------------------- | ------------------- | ------------------- | ------------------- | ------------------- |
| 1                   | 23/08/1989          | Kuopio              | Finland – Joegoslavië      | 1'                  | 1 – 0               | 2 – 2               | Oefeninterland      |
| 2                   | 10/03/1990          | Tampa               | Verenigde Staten – Finland | 52'                 | 1 – 1               | 2 – 1               | Oefeninterland      |

## Erelijst
FC Haka Valkeakoski
- Topscorer Veikkausliiga

1990 (16 goals), 1991 (23 goals)